# نيين تشان
نيين تشان هو لاعب كرة قدم ميانماري، ولد في 2 يونيو 1994 في Wundwin ‏ في ميانمار. لعب مع شان يونايتد.

## وصلات خارجية
- نيين تشان على موقع ناشيونال فوتبول تيمز (الإنجليزية)
- نيين تشان على موقع Soccerway.com (الإنجليزية)
- نيين تشان على موقع عالم كرة القدم.نت (الإنجليزية)